# Myrmecophantes panopaeoides
Myrmecophantes panopaeoides là một loài bướm đêm trong họ Geometridae.